# 松林書局
25°01′51″N 121°30′58″E / 25.030741°N 121.515976°E
松林書局，是位於臺灣臺北市中正區牯嶺街的獨立書店，以該街最早成立的舊書店、歷經當地舊書業興衰而聞名。

## 歷史
1945年，蔡木林帶著十來歲的兒子蔡鏡輝來牯嶺街擺舊書攤，六年後蔡木林終於有自己的店面，成為牯嶺街上第一家舊書店。該書店舊書來源主要有兩個，一是收購民眾家中不需要的書、二是舊書業者自行到古物商或紙廠的堆貨處挑選。秦賢次於1950年代讀建國中學就常逛舊書攤，表示當時臺北市舊書店最有名氣三家，就是牯嶺街最早成立的松林書局、南昌街的妙章書店、及文人趙克勵在南海路所開的藝文書店。
魏子雲於1968年時評論牯嶺街與廈門街的舊書店中，以來鐘、松林、慶音、妙章、還有無店號的廈門街之號二這五家，藏書較比古典，很少擺售現行的教科書與新發的雜誌。松林書局就有雕版印刷的《康熙字典》、明朝的《西遊記》、大量戰前出版的日文書等。該書店陳列一千六百冊的《四庫全書》部分書籍、全套六百本完整線裝書的廿五史，以及木刻版線裝中醫書籍《本草備要》、《古今圖書集成》等。任職聯經出版公司的文學史料家吳興文曾言松林書局有較好的章回小說，但珠沙混雜，很難找到。因松林有絕跡的中華民國大陸時期出版的書，吸引于右任、杜維明、台靜農、錢穆、張大千等人前來。
第二代經營者蔡鏡輝是建國中學畢業、大學唸法律系，還曾參加律師司法官考試，但選擇以繼承父親書店過一生，以收到好書為樂。他回想曾一位民眾登報找一套《龍文鞭影》，在遍尋不著的情況下，最後在松林書局裡發現，便高興地跳起來，還送了一本複印本給書局為紀念及表示感謝。有一個軼事是日本學者三田裕次常與文史工作者林德龍為競爭舊書對手，兩人出入舊書攤進行「錢包肉搏」，而被記者報導。
牯嶺街全盛時期有一百多家攤商、廿幾家店面。人文書舍創辦人張銀昌回憶1966年到1976年是牯嶺街賣舊書最繁榮的時期，舊書攤遍及牯嶺街、廈門街、及福州街的中間一帶。1970年代，市政府鑒於經濟部遷至附近的福州街、來此洽公的外國貴賓漸多，為美化市容，下令拆除舊書攤，大多數業者被迫轉至光華商場，此後牯嶺街舊書店生意開始沒落。
松林書局曾發生火災，鐵皮屋二樓的書被熏黑或因救火灑水而發霉，蔡鏡輝因年老無力整理，便讓這些舊書原封不動擺置。傳說曾有客人目睹時整片焦黑到快成灰的書況，嚇得奪門而出。
1997年，六十四歲的蔡鏡輝接受採訪時，表示現在有錄影帶、電視等娛樂媒體，大家較不愛看書了，舊書店很難經營，並不忘強調賣舊書和收破爛是兩碼子事。他一直以來的心願，認為舊書店就是一個國家的文化指標，想讓牯嶺街永續為舊書店街，但多次的建議並未如願。
對於父親蔡鏡輝為何堅持依然堅持經營，起初第三代經營人蔡彤明不以為然，甚至想把店裡的舊書丟掉，引起父親大發脾氣。蔡鏡輝坐在店門口搖椅，一邊看顧店面、一邊聽收音機的鏡頭，成為牯嶺街奇景之一。2012年時，鳳凰衛視《鏘鏘三人行》竇文濤、梁文道等曾到松林書局門口作節目。2016年，蔡鏡輝縮小經營。蔡彤明吐露在父親想收攤那段時間，母親罹患失智症，便開始花很多時間待在家裡，才慢慢理解這些舊書對父親的意義。由於松林書局是牯嶺街舊書街的開創者之一，記者曾建議列入文資保存。
2019年10月，蔡彤明整修店面清空店門口的書籍，含鋪地板、配電、粉刷，重新釘好成排的書架，開始在網路賣書。2020年12月12日，松林書局重新營運。書店依然保留燒焦牆面，以見證這個老招牌在第三代手中浴火重生。

## 外部連結
- 松林書局的Facebook專頁